# Трость (деталь музыкального инструмента)
Трость — деталь язычковых духовых музыкальных инструментов — саксофона, кларнета, фагота, гобоя и множества других. За счёт своей упругости трость является источником колебаний, приводящих в движение столб воздуха внутри трубки инструмента и порождающих звук.
Выдыхаемая при игре струя воздуха проходит через щель между тростью и мундштуком, или между пластинками двойной трости, и вызывает колебание, начиная с тонкой верхушки трости.
Основным материалом для изготовления тростей служит тростник гигантский (Arundo donax). Также существуют трости из полимерных материалов.

## Одинарная трость
Одинарная трость закрепляется на мундштуке при помощи лигатуры.
Трости саксофона и кларнета различаются по жёсткости (толщине) и маркируются числами от 1 (самая мягкая) до 5 (самая жёсткая) с интервалом 0,5. Жёсткость подбирается в зависимости от степени открытости пасти мундштука, его верхушки (tip opening) — чем больше открыт мундштук, тем более мягкой должна быть трость. Также на выбор жёсткости влияет длина выемки, участка вибрации трости — чем он длиннее, тем жёстче трость. Обучение игре на кларнете начинают на мягких тростях 1,5—2 (при этом пасть мундштука должна быть небольшой). Для джаза, эстрадной и народной музыки используют более мягкие трости, для классики — более жёсткие.
Этапы изготовления одинарной трости на примере производства компании Vandoren:
- Тростник выращивают два года на юге Франции в коммуне Ле-Лаванду. Зимой его вручную собирают.
- Высокие (около 180 см) очищенные от листьев стволы тростника сушат вертикально на солнце в течение месяца, затем складируют и продолжают естественную сушку два года.
- Ствол разрезают на трубки, затем вдоль на четыре части и снова укорачивают по нужной длине[6].
- Полученную заготовку, стороны её внутренней части, строгают и шлифуют до получения ровной площадки, прилегающей к мундштуку.
- Трость подрезают по краям на усечённый конус в сторону пятки (основания).
- Производится предварительное формирование рабочей части трости на её внешней стороне.
- Кора внизу рабочей части удаляется и её формирование завершается. Модельные ряды тростей у одной и той же фирмы различаются в основном профилем рабочей части.
- Верхушка (кончик) трости подрезается.

Изготовленные фабричным способом трости часто нуждаются в ручной доводке, то есть в дополнительной обработке площадки или рабочей части путём подтачивания в определённых местах, соскабливая лишний материал ножом, надфилем или абразивными инструментами.

## Двойная трость
Двойная трость состоит из двух язычков, опирающихся друг о друга, поэтому мундштук не используется.
Примеры инструментов — гобой, фагот, дудук, зурна.